# السائح (فلم)
السائح (بالإنجليزية: The Tourist) هو فيلم كوميديا رومانسية أمريكي صدر في عام 2010، من بطولة جوني ديب وأنجلينا جولي، وهو إعادة إنتاج للفيلم الفرنسي أنطوني زيمر 2005.

## القصة
إليسا (أنجلينا جولي) مراقبة من قبل الشرطة الإيطالية في كل تحركاتها، تتلقى رسالة من عشيقها (إلكسندر) بإن تنتقل إلى محطة القطارات وتتعرف على شخص بمثل هيئته وبنيته، بينما رجال الشرطة يحاولون الإمساك بعشيقها (إلكسندر). تركب إليس في المحطة بقطاى ليون الساعة 22:08 ليون وتلتقي بفرانك (جوني ديب)، وتبدأ بالحوار معه ويبدو جاف في المشاعر، وتأخذ بالتقرب منه، وبعدما يصلان إلى البندقية، تحجز هي فندق وتأخذه معها للغرفة.
الفيلم عبارة عن قصة خداع كبيرة قام بها الكساندر بيرس حيث انه سرق من زعيمه السابق 744 مليون دولار واختفى لمدة سنتين وانفق بيرس 20 مليون دولار لعملية جراحية حيث انه غير ملامح وجه وعاد على هيئة فرانك معلم الرياضيات ثم بدأ يرسل رسائل لحبيبته اليس اللتي لازالت تنتظرة بلهفة ثم يعطيها توجيهات كي تركب القطار المتوجه إلى البندقية وتبحث عن شخص عشوائي يكون في هيئته لكي يوهم مركز الاستخبارات الذي يراقبها ولما بحثت وجدت فرانك معلم الرياضيات الذي هو بالفعل اليكساندربيرس ومن هنا تبدأ اللعبة المحكمة ضد الاستخبارات والعصابة السابقة لاليكساندر بدأ فرانك بارد المشاعر امام اليس التي لم تعرف انه هو اليكساندر ثم ذهبا إلى الفندق وقامت اليس بتقبيل فرانك الامر الذي لفت انتباه الاستخبارات الايطالية وتبدأ المتاعب لفرانك بعد قبلة اليس له حيث تطاردة العصابة ويلوذ بالفرار ويقع في يدي الشرطة ويسلمونه للعصابة مرة أخرى ثم تهربه اليس عبر القارب وتذهب به إلى المطار وخدعته ليغادر لخوفها أنت يتأذى بسببها لتعود اليس إلى مركز الاستخبارات والذي اتضح انها عميلة سرية لدى الاستخبارات البريطانية لتضع خطة للقبض على الكساندر ولكن الامور لم تجري وفق ماخططت وعندما ذهبت إلى الحفل تفاجأت برسالة الكساندر واللذي يدعوها أنت تاتي اليه وعندما تطارد اللذي وضع الرسالة ظناً منها انه عشيقها الكساندر تفاجأت بفرانك يخرج امامها ويدعوها للرقص ولكن سرعان ماقبضت الاستخبارات عليه لفشل خطة الإطاحة ب لكساندر بسببة!! وعندما تخرج اليس للذهاب إلى الموقع اللذي ارسله اليكساندر والذي هو بالفعل فرانك المحتجز يتبعها افراد العصابة إلى ان تصل للموقع وعندما وصلت اليس للموقع حاصرها افرادالعصابة وبدأو باستجوابها تحت مراقبة الاستخبارات وفرانك وعندها لم يتدخل رئيس الاستخبارات بانتظار ان يظهر اليكساندر ولكن تملص فرانك من القيود وذهب ليساعد اليس وهناك يلتقي بزعيم العصابة اللذي لم يصدق انه الكساندر وطلب منه لاثبات انه اليكساندر فتح الخزانة وعندما ذهب ليفتح الخزانة تدخل قائد الاستخبارت وسمح باطلاق النار على افراد العصابة وعندما ذهبو الا موقع فرانك واليس لجمع الادلة إذا بشرطي يدعي انه وجد الكساندر فتوجهو جميعا تاركين خلفهم اليس وفرانك والخزنة وعندما وصلو تفاجأوا بأنه الرجل اللذي يظنونه اليكساندر كان فقط هو اللذي يوصل الرسائل للفتاة وعندما رجعوا تفاجأوا باختفاء فرانك واليس ومحتوى الخزنة وابحر فرانك واعشيقته اليس اللذي اتضح في نهاية الفلم انه الكساندر بعيداً.

## الممثلون
- جوني ديب بدور فرانك
- أنجلينا جولي بدور إليسا
- بول بيتاني
- تيموثي دالتون بدور كبير المحققين جونز
- ستيفين بيركوف
- راؤول بوفا بدور كونت فيليب
- روفوس سيويل
- إيجور جيجيكاين
- كريستيان دي سيكا
- أليسيو بوني
- نينو فراسيكا
- برونو وولكوفيتش
- كليمون سيبوني
- فرانسوا فينسنتيلي
- جوليان بومغارتنر
- ريناتو سكاربا
- رالف مولر
- أليك يتجوف
- مارك زاك
- غويليم لي

## الجوائز والترشيحات
| قائمة الجوائز والترشيحات | قائمة الجوائز والترشيحات           | قائمة الجوائز والترشيحات | قائمة الجوائز والترشيحات |
| الجائزة                  | الفئة                              | المستلم                  | النتيجة                  |
| ------------------------ | ---------------------------------- | ------------------------ | ------------------------ |
| جوائز الغولدن غلوب       | أفضل فيلم - موسيقي أو كوميدي       |                          | رُشِّح                      |
| جوائز الغولدن غلوب       | أفضل ممثل - فيلم موسيقي أو كوميدي  | جوني ديب                 | رُشِّح                      |
| جوائز الغولدن غلوب       | أفضل ممثلة - فيلم موسيقي أو كوميدي | أنجلينا جولي             | رُشِّح                      |

## شباك التذاكر
حتى تاريخ 19/1/2011، حقق الفيلم ما يقارب 205,394,031$ حول العالم.

## روابط خارجية
- مقالات تستعمل روابط فنية بلا صلة مع ويكي بيانات
- الموقع الرسمي